# KBS Noticias 5
KBS Noticias 5 (hangul: KBS 뉴스5) es un boletín informativo de televisión de Corea del Sur, emitido de lunes a viernes a las 17:00 por KBS 1TV, KBS NEWS 24 desde el 4 de septiembre de 1995. Cuenta adicionalmente de ediciones locales. Tiene una duración aproximada de 20 minutos, en los que se informa una síntesis de lo ocurrido durante el día y el estado meteorológico.

## Duración
- 4 de septiembre de 1995 - 9 de octubre de 1998: 30 minutos (17:00 - 17:30)
- 12 de octubre de 1998 - 7 de octubre de 2000: 20 minutos (17:00 - 17:20)
- 3 de enero de 2004 - 31 de diciembre de 2010: 15 minutos (17:00 - 17:15)
- 3 de enero de 2011 - actualidad: 20 minutos (17:00 - 17:20)

## Presentadores
- KBS Seúl: Park No Won (박노원) y Kim Ji Yun (김지윤)[2]
  - Informe del tiempo: Jang Ju Hui (장주희)
  - Lengua de señas: Jo Seong Hyeon (조성현)
- KBS Gyeong In: Jo Jeong Yeon (조정연)
- KBS Chuncheon: Kim Seo Ryeon (김서련)
- KBS Cheongju: Won Sun Sik (원순식)
- KBS Chungju: Choi In Hui (최인희)
- KBS Daejeon: Jo Jeong Yeon (손지화)
- KBS Jeonju: Bong Hyo Jung (봉효정)
- KBS Gwangju: Chae Yun Ah (채윤아)
- KBS Mokpo: Kim Seok Hun (김석훈)
- KBS Suncheon: Choi Myeong Sun (최명순)
- KBS Daegu: Son Ji Min (손지민)
- KBS Pohang: Gwon Sun Woo (권순우)
- KBS Busan: Lee Ji Hyun (이지현)
- KBS Ulsan: Lee Ji Hyang (이지향)
- KBS Jinju: Kim Mi Gyun (김미균)
- KBS Changwon: Lee Ah Rom (이아롬)
- KBS Jeju: Han Seung Hoon (한승훈)
- KBS Anton: Baek Myeong Ji (백명지)
- KBS Gangneung: Kim Kyung Mi (김경미)